# 王輔運
王輔運（1607年—1666年），字開右、號林洲，河南省開封府太康縣（今河南省太康縣）人，清朝政治人物、進士出身。

## 生平
崇祯九年，乡试中举。順治四年，登進士，授中書科中書舍人。順治十二年，任邢部主事；順治十四年，升任員外郎。后任禮部郎中。順治十六年，任會試提調官。康熙年間，分巡湖廣荊南道，官至奉政大夫。